# Prince of Persia: The Fallen King
Prince of Persia: The Fallen King è l'ultimo capitolo, per Nintendo DS, della saga iniziata su PlayStation 3 con Prince of Persia (2008), di cui costituisce uno spin-off.

## Trama
Dopo gli eventi di Prince of Persia e Prince of Persia: Epilogue, il Principe ed Elika si lasciano. Mentre Elika capeggia gli Ahura rimasti nella resistenza contro Ahriman, il Principe parte alla ricerca del re della città della Nuova Alba, nella speranza che possa evocare Ormazd, per la sua affinità con ciò che resta del potere di Ormazd. Il Principe trova invece un nuovo alleato, Zal, che si presenta come uno dei Magi del re, che collabora col sovrano per salvare la città della Nuova Alba dalla corruzione e, infine, fermare Ahriman.
Più tardi, Zal rivela che il re è diviso in due dalla corruzione: in una bestia corrotta e in sé stesso. L'Antenata, un personaggio che ha aiutato occasionalmente il Principe e Zal durante la storia, li guida nella ricerca di un potere speciale per salvare la città. Questo potere fonde il Principe e Zal in un unico essere, che conserva sia i poteri Zal che le acrobazie del Principe. Insieme si trovano ad affrontare e sconfiggere la metà mostruosa del re. La sconfitta della bestia libera Zal dalla Corruzione, ma ne causa anche la morte. Il Principe libera la terra dalla Corruzione raggiungendo il sigillo della città. Alla fine, l'Antenata lascia un messaggio di speranza per il Principe, promettendo che, nel tempo, una forza interiore si sarebbe rivelata e lui avrebbe trovato un nuovo alleato.

## Personaggi
- Il Principe - protagonista della storia
- Il mago Zal - la spalla del Principe
- Il perfido Ahriman - il cattivo della storia
- Elika - L'ex compagna di viaggio e spalla del Principe che l'abbandonato per aver liberato Ahriman, menzionata all'inizio